# Henry Bruce, 1. baron Aberdare
Henry Austin Bruce, 1. baron Aberdare (16. dubna 1815, Duffryn – 25. února 1895, Londýn) byl britský liberální politik sloužící jako ministr vnitra Velké Británie.

## Život
Narodil se 16. dubna 1815 v Duffrynu (Aberdare) jako syn statkáře Johna Bruce a jeho první manželky Sarah, dcery reverenda Hugha Williamse Austina. Původně se jmenoval Knight, ale roku 1805 přijal příjmení Bruce. Vzdělával se v Bishop Gore School ve Swanseze. Roku 1837 se stal právníkem v Lincoln's Inn. Po krátké době našel ložiska uhlí v Duffrynu Aberdare Valley a tím jeho rodina zbohatla. Působil také jako placený úředník pro Merthyr Tydfil a Aberdare a vstoupil do parlamentu jako liberál za Merthyr Tydfil.
Roku 1846 se poprvé oženil s Annabellou, s dcerou Richarda Beadona. Spolu měli jednoho syna a tři dcery. Po její smrti se v červenci 1852 oženil s Norah Creina Blanche, s dcerou Sira Williama Francise Patricka Napiera. Spolu měli sedm dcer a dva syny.
Roku 1855 byl jmenován jako člen správní rady Dowlais Iron Company a hrál další roli v oblasti vývoje hutnictví.
Roku 1862 se stal podsekretářem Ministerstva vnitra. Roku 1864 byl jmenován tajným radou a komisařem charity pro Anglii a Wales.
Později byl zvolen jako zástupce za Renfrewshire a premiér William Gladstone jej jmenoval ministrem vnitra. Roku 1873 byl jmenován Lordem předsedou rady a 23. srpna stejného roku byl povýšen na barona Aberdare.
Zemřel 25. února 1895 v Londýně. Jeho nástupcem (baron) se stal jeho prvorozený syn Henry. Pohřben byl na hřbitově Aberffrwd (Mountain Ash (Rhondda Cynon Taf)).